# Cartões postais do Festival Eurovisão da Canção
Os cartões-postais ou postcards do Festival Eurovisão da Canção constituem uma das tradições mais antigas do certame europeu, sendo exibidas no ecrã antes de cada canção, com uma duração de cerca de 40 segundos. Introduzidos na edição de 1970, em Amesterdão, para apresentar cada país e artista participante, os cartões-postais foram apresentados como forma de "gastar tempo" durante o concurso devido ao baixo número de participantes. Assim, cada cartão.postal mostrava artistas a passear pela capital de seu país. Os representantes monegasca, suíço, e luxemburguês filmaram em Paris.

## História
Um protótipo de cartões-postais esteve previsto aparecer em 1963, com trinta segundos de sketches com os bonecos Pinky & Perky. Essas sequências foram, portanto, roteirizadas e gravadas num estúdio em Manchester, e até pré-publicitados, mas a produção mudou no último momento, não sendo transmitidas
Os cartões postais apresentaram aspectos diferentes ao longo dos anos: muitos retrataram cenas da vida local ou diferentes pontos de interesse do país anfitrião, outros apresentaram os artistas em vários cenários. Alguns até utilizaram um tom humorístico para caracterizar os estereótipo de cada país, como mostram os cartões-postais de 1979 e 1984. A edição de 1978 não teve os cartões-postais (várias fotos dos artistas nos bastidores foram usadas para apresentar as performances), e na edição de 1980, cada país foi apresentado por um representante falando na sua língua nativa. Enquanto as edições de 1990 e 1992 contaram com a participação de mascotes, a edição de 1991 apresentou cada artista a cantar um excerto de uma canção italiana bem conhecida antes da sua apresentação. 

## Temas
| Edição | Tema | Refs.         |
| ------ | --- | ------------- |
| 1970   | Cada cartão.postal mostrava artistas a passear pela capital de seu país. | [ 1 ]         |
| 1971   | Cada cartão postal apresentava vistas turísticas dos diferentes países participantes. | [ 8 ]         |
| 1972   | Sem cartões-postais | [ 9 ]         |
| 1973   | Sem cartões-postais | [ 10 ]        |
| 1974   | Cada cartão postal apresentava vistas turísticas dos diferentes países participantes, mostrando os artistas a dar entrevistas, ensaiar e a andar por Brighton. | [ 11 ]        |
| 1975   | Os cartões postais mostravam os artistas que participavam numa oficina de pintura. Numa tela branca, eles foram levados a pintar um auto retrato com as cores da bandeira de seus países | [ 12 ]        |
| 1976   | Os cartões postais mostravam os artistas passeando em locais turísticos de seu país, geralmente na capital. Todos os vídeos também incluíram um plano de perfil do participante. | [ 13 ]        |
| 1977   | Sem cartões-postais | [ 14 ]        |
| 1978   | Pela primeira vez, cartões postais foram filmados ao vivo. Eles mostraram a entrada dos artistas. Eles usaram um corredor, em seguida, um elevador que os levou ao palco. Lá, eles saudaram os participantes anteriores. A câmera também filmou várias cenas do público, incluindo Jane Birkin e Serge Gainsbourg. | [ 15 ]        |
| 1979   | Os cartões postais mostraram os países apresentados com um sketch sobre os clichês de cada país. Portugal, por exemplo surgiu com barcos com pescadores, e o célebre vinho do Porto. | [ 3 ]         |
| 1980   | Sem cartões-postais, cada país foi apresentado por um representante falando na sua língua nativa. | [ 5 ]         |
| 1981   | Os cartões postais começaram com uma visão de um globo estilizado. O país participante cresceu então, até ocupar a tela inteira. Vídeos então mostraram os artistas e compositores passeando por Dublin, entre os ensaios. | [ 16 ]        |
| 1982   | Os cartões postais começaram com planos na bolha de cada emissora nacional, antes de entrar em pontos turísticos do país participante, com algumas notas do hino nacional de fundo. Os artistas foram mostrados em seu próprio país e depois em Harrogate durante a semana do evento. | [ 17 ]        |
| 1983   | Sem cartões-postais. Em vez disso, e confrontada com a impossibilidade de filmar como tinha sido uma tradição na Eurovisão, a televisão alemã limitou-se a projetar o nome do país participante nas três línguas reguladoras numa imagem de fundo do palco. Os comentadores das diferentes televisões aproveitaram os quarenta e cinco segundos que esta sequência estática durou para fazer suas respectivas apresentações. Em seguida, Marlene Charell introduziu nos três idiomas, o título da música e os nomes dos autores, compositores, intérpretes e maestros. À sua direita estavam dispostos buquês de flores compostas pela própria, a lembrar as bandeiras dos países participantes. | [ 18 ]        |
| 1984   | Os cartões postais consistiram em imagens geradas por computador em que estereótipos foram intercalados com carimbos do país correspondente, sempre em tom humorístico. Não em vão, estes sketches foram realizados por um grupo de comediantes parisienses batizados para a ocasião com o nome de "Turistas". Da mesma forma, e como aconteceu em Harrogate em 1982, antes do início de cada apresentação, as câmeras focaram no comentarista da respectiva televisão, quando muitas delas aproveitaram a oportunidade para saudar os espectadores. | [ 4 ]         |
| 1985   | Os cartões postais foram focados nos autores e compositores. Um pequeno vídeo mostrou-os, passeando por Gotemburgo, durante a semana de ensaio. Lill Lindfors então introduziu as canções, os artistas e os maestros, muitas vezes na língua nacional do país em questão e segurando na sua mão uma reprodução em miniatura da bandeira dos países participantes. | [ 19 ]        |
| 1986   | Os cartões postais consistiam em vídeos turísticos da Noruega, terminando com a bandeira do país participante. Em seguida, apareceu um verdadeiro cartão postal, em que foi escrito na língua nacional do país: "Saudações para Noruega de [nome do país]". Os nomes dos autores e compositores, assim como o título da música, foram escritos no mapa. Finalmente, os intérpretes apareceram na tela, com, no fundo, uma imagem turística. Åse Kleveland então apresentou os intérpretes e maestros, dando algumas explicações adicionais sobre eles e segurando na sua mão uma reprodução em miniatura da bandeira dos países participantes. | [ 20 ]        |
| 1987   | Os cartões postais consistiam em vídeos turísticos da Bélgica, terminando com a bandeira do país participante. Em seguida, a bandeira foi substituída por um quadradinho de banda desenhada, na qual estava escrito na língua nacional do país: "Para [nome do país], com amizade". Finalmente, os intérpretes se moveram para dentro do quadradinho, antes de saudar os telespectadores. Viktor Lazlo então apresentou os intérpretes e maestros, dando algumas explicações adicionais sobre eles e segurando na sua mão uma reprodução em miniatura da bandeira dos países participantes. | [ 21 ]        |
| 1988   | Os cartões postais consistiam nos participantes a fazer coisas na Irlanda, de cultura a tradição, desporto ou turismo. | [ 22 ]        |
| 1989   | Os cartões postais começaram com uma nota dos apresentadores, explicando o título e o tema da música, e então apresentando os artistas e o maestro, tendo, nas canções da Itália, Alemanha, Áustria, Espanha e parte da de Israel, para além das dos países anglófonos e francófonos, apresentado nas línguas oficiais. Em seguida, seguiu um vídeo, mostrando os participantes na descoberta de pontos turísticos da Suíça. | [ 23 ]        |
| 1990   | Os cartões postais apresentavam o Eurocat, a mascote, a viajar pelos países concorrentes, em comemoração do Ano Europeu do Turismo. Começou com um breve esboço do Eurocat, sobre um fundo azul, com um lembrete do nome do país participante. No final de cada cartão postal, o Eurocat tirou uma foto em preto e branco aos artistas. | [ 6 ]         |
| 1991   | Os cartões postais desta edição consistiram na homenagem a uma canção italiana por parte de cada artista. | [ 7 ]         |
| 1992   | Os cartões postais desdobraram-se sobre as páginas de um álbum de lembranças. Eurobird, a mascote, aparecia na tela e virava as páginas com uma varinha mágica. Cada página incluía a bandeira nacional do país participante, o título da música e os nomes de seus autores e compositores. A bandeira então se expandiu, lançando um vídeo turístico sobre o país. Os cartões postais terminaram com um mapa final na página e a saída do Eurobird. Os apresentadores finalmente cumprimentaram o maestro. | [ 24 ]        |
| 1993   | Os cartões postais mostravam os participantes à descoberta da riqueza cultural e turística da Irlanda. | [ 25 ]        |
| 1994   | Os cartões postais mostravam os participantes à descoberta da riqueza cultural e turística da Irlanda. | [ 26 ]        |
| 1995   | Os cartões-portais consistiam em exibições turísticas da Irlanda e as suas riquezas culturais. | [ 27 ]        |
| 1996   | Os cartões-postais desta edição eram divididos em três partes: os participantes nos seus países, seguidos por algumas imagens de um traço característico da Noruega e, finalmente, uma pequena mensagem de boa sorte para cada intérprete por um líder político de cada país participante, que podiam ser primeiros-ministros, presidentes ou outros. No caso de Portugal, o então Primeiro-Ministro António Guterres, desejou a Lúcia Moniz e a toda a delegação portuguesa: Desejo felicidades à equipa portuguesa, mas desejo sobretudo, que ganhe o melhor e que a música seja cada vez mais um fator de paz e de aproximação entre os povos. | [ 28 ]        |
| 1997   | Os cartões postais mostravam a riqueza económica, cultural e turística da Irlanda. Eles terminaram com uma apresentação visual dos artistas participantes. Dezoito ex-participantes, na sua maioria vencedores, apareceram pontualmente entre as apresentações. Eles se lembraram de sua participação no concurso e desejaram boa sorte aos concorrentes. | [ 29 ]        |
| 1998   | Os cartões postais começaram com um retrato em preto e branco dos artistas. Em seguida, seguiu um vídeo de duas partes. Um apresentando um aspecto da cultura britânica reconstituído no passado e depois mostrado no presente. Cada vídeo terminou com uma aparição surpresa na paisagem, a bandeira do país participante. | [ 30 ]        |
| 1999   | Os cartões postais desse ano foram filmes pré-gravados que seriam mostrados entre as canções. Subordinados ao tema da Torá, dos quais muito poucas peças conhecidas são retratados na Bíblia, sobretudo no Antigo Testamento com base em cenas pintadas, um fragmento da Torá desse ano, e ás figuras da animação que ganhavam vida seguiu-se um enredo bem-humorado. As imagens misturavam-se com filmes reais em que foram mostrados os pontos turísticos de Israel. As cenas normalmente não tinha qualquer ligação com o país participante que ocorreria após o cartão postal. | [ 31 ]        |
| 2000   | Os cartões postais consistiam em temas suecos que incorporavam cada nação em algum aspecto. Todos os cartões postais foram filmados em Estocolmo, na Suécia, no entanto, a única exceção foi o cartão postal para a Suécia, filmado antes da Expo 2000 em Hanôver, na Alemanha. | [ 32 ]        |
| 2001   | Os cartões postais consistiam em vídeos curtos, cada um apresentando um aspecto da vida cotidiana na Dinamarca. Em cada um, havia um elemento que lembrava o país participante. No cartão postal final, todas as pessoas que apareceram nos vídeos voltavam para saudar os espectadores. | [ 33 ]        |
| 2002   | Os cartões postais consistiam em vídeos e desenhos animados, transpondo um famoso conto ou lenda na Estónia contemporânea. | [ 34 ]        |
| 2003   | Os cartões postais contaram com a participação dos artistas que competiram no concurso interagindo com as várias paisagens da Letónia: florestas, rios, lagos e cidades. | [ 35 ]        |
| 2004   | Os cartões postais começaram com uma projeção do logotipo da competição tendo como pano de fundo o horizonte da cidade de Istambul. Seguiu-se um vídeo mostrando as riquezas culturais e turísticas da Turquia. Finalmente, Azra Akin, Miss Mundo 2002, apareceu na tela, soprando pétalas de rosa das quais se projetava a bandeira nacional do país participante. | [ 36 ]        |
| 2005   | Os cartões postais eram vídeos turísticos que mostravam a diversidade e os contrastes da Ucrânia. | [ 37 ]        |
| 2006   | Os cartões postais eram vídeos, apresentando a Grécia como um país de história e cultura e um destino turístico moderno. Todos eles começaram com a abertura de venezianas azuis por um manequim feminino. | [ 38 ]        |
| 2007   | Os cartões postais eram vídeos curtos, que contavam uma história e retratavam os contrastes da vida cotidiana na Finlândia. | [ 39 ]        |
| 2008   | Os cartões postais basearam-se à volta da criação da bandeira da nação que actuaria de seguida, através de actuações artísticas como dança, levantamento de pesos, malabarismos, hotelaria, amor, ginástica, desfiles de moda, entre outros. Cada cartão postal continha uma pequena história que relembrava Belgrado e as suas pessoas. Durante a transmissão de cada cartão postal, uma pequena carta, escrita pelo músico do próximo país a atuar, foi demonstrada no ecrã. Todas e cada carta, foram escrita na língua materna do país do artista que representaria o seu país a seguir, à exceção do cartão da Sérvia, que consistiu em dar as boas-vindas a Belgrado e à Sérvia (no ecrã apareceu "Welcome to Belgrade" e "Welcome to Serbia" em várias línguas), e o cartão da Bélgica que foi escrito na mesma língua feita ropositadamente para a sua entrada. Todos os cartões postais acabaram, sendo estampados com o logótipo do Festival Eurovisão da Canção 2008. | [ 34 ] [ 40 ] |
| 2009   | Pela primeira vez no Festival a introdução do país a actuar não foi feita através de um postal onde se mostram imagens de cada país a concurso, do país anfitrião (ou da cidade), nem através de mensagens ou actos artísticos (como em Belgrado, no último ano). Os cartões postais contaram com imagens feitas a computador, que representaram vários símbolos nacionais de cada país, porém através de objectos (predominantemente musicais). Exemplo disso, é o Arco do Triunfo, em Paris, que aparecerá recriado por um sistema de colunas de som. Para além desta nova forma de apresentar cada país, a Rússia também inseriu nestes cartões postais, com uma duração de aproximadamente 30 segundos, a modelo e Miss Mundo 2008 (e anteriormente Miss Rússia 2007), Ksenia Sukhinova, que aparecerá nos ecrãs de todo o Mundo, com as cores da bandeira de cada país, e 42 penteados e estilos diferentes.                                                                | [ 34 ] [ 41 ] |
| 2010   | Pela primeira vez, os cartões-postais foram projetados virtualmente na sala, acima do público. As luzes primeiro se apagariam completamente e esferas douradas formariam o mapa do país participante. Foi aberta uma tela virtual na qual foi projetado um vídeo mostrando os fãs do certame reunidos na capital do país. Em seguida, a câmera revelou a subida em palco dos competidores, antes que as esferas não formassem a bandeira nacional do país. Os mapas da Armênia, Azerbaijão, Israel e Sérvia não foram mostrados na íntegra, a fim de evitar polêmica sobre suas fronteiras terrestres. | [ 34 ] [ 42 ] |
| 2011   | Os cartões-postais começaram com um plano dos artistas que iam subir ao palco. Em seguida, apareceu no ecrã o nome do país participante, com o logótipo iluminado com as cores da bandeira nacional. Seguiu-se um pequeno vídeo apresentando cidadãos do país que vivem na Alemanha. O vídeo terminou com o aparecimento na paisagem, do slogan, traduzido para a língua nacional do país, ou pela sua enunciação pelos nacionais. A logo iluminada nas cores da bandeira reapareceu na tela, encerrando a sequência. | [ 42 ] [ 43 ] |
| 2012   | Os cartões-postais começaram com um plano dos artistas que iam subir ao palco. Em seguida, apareceu no ecrã o nome do país participante, com o logótipo iluminado com as cores da bandeira nacional. Os cartões postais foram compostos por várias imagens do Azerbaijão com a legenda "Azerbaijão" e abaixo de "Terra da ..." (por exemplo, "Terra da abundância", "Terra da poesia" ...) seguida pelo nome da cidade ou por uma característica geográfica que mostra a paisagem e/ou cultura do país. Alguns cartões postais focam na cidade anfitriã de Baku com a legenda alterada desta vez para "Baku" e abaixo de "Cidade de ..." (por exemplo, "Cidade do Jazz" ou "Cidade do Recreação"). Os cartões-postais terminaram com uma imagem do Salão de Cristal que acendia de acordo com as cores da bandeira do país que ia competir. | [ 42 ] [ 44 ] |
| 2013   | Os cartões-postais apresentaram cada artista no seu respectivo país, para dar ao espectador uma visão pessoal de cada participante. Isso rompeu com a tradição recente dos cartões-postais, muitas vezes contendo curtos segmentos da vida na cidade ou país anfitrião do concurso, terminando com uma animação de borboletas com as cores das bandeiras dos países. | [ 42 ] [ 45 ] |
| 2014   | Os cartões-postais usados para apresentar um país e seus participantes foram filmados nos seus respectivos países e apresentavam cada artista a usar meios criativos para reproduzir a bandeira de seu país. As ideias iam desde o uso de gelo (Finlândia), roupas (Áustria) e dominó (Suíça) até grandes ideias como criar a bandeira do Reino Unido a partir de camiões de correio, autocarros de dois andares e pessoas. Os cartões postais terminavam com o ato de tirar uma foto com uma câmera ou telefone e um close up da obra de arte resultante era mostrado na tela. A bandeira criada pelo artista era então capturada num diamante e fazia a transição para a bandeira oficial. | [ 42 ] [ 46 ] |
| 2015   | Os cartões-postais tinham duas partes: a primeira parte consistia em cada um dos participantes receber um pacote misterioso de Viena nos seus próprios países que continha um único objecto. A destinatária então participou de uma atividade em algum lugar da Áustria relacionada ao objeto no pacote. | [ 42 ] [ 47 ] |
| 2016   | Os cartões-postais contaram a história de um dia na vida pessoal e profissional de cada artista nos seus próprios países. | [ 42 ] [ 48 ] |
| 2017   | As emoções dos artistas estiveram no centro dos cartões-postais, espelhando o slogan - “Celebrate Diversity”. Cada clipe começou com suas expressões faciais (por exemplo, um sorriso ou um olhar curioso) seguido por um vislumbre de sua vida pessoal e profissional em locais escolhidos em sua terra natal. | [ 42 ] [ 49 ] |
| 2018   | Os postais, filmados entre março e abril de 2018, envolveram o ato de sair de uma porta para Portugal para participar numa atividade temática, como o BTT, a confecção de uma salada ou Pastel de Nata, ou a visita a uma atracção popular ou conjunto deles. O local em Portugal onde decorreu a atividade foi escrito em português no início do postal. No final do cartão-postal, o ato posado para a câmera, a hashtag do slogan aparecia no canto inferior da tela e as informações da música eram impressas na bandeira do país. | [ 42 ] [ 50 ] |
| 2019   | Os cartões-postais apresentavam os artistas visitando vários locais em Israel e dançando com as pessoas que encontraram. | [ 42 ] [ 51 ] |
| 2020   | Cada artista teria visitado uma parte diferente dos Países Baixos e se conectado com os habitantes locais participando de uma atividade, tradição ou hobby holandês. | [ 52 ]        |
| 2021   | Baseados no tema "Open Up" do concurso, mas num afastamento do conceito inicial criado para os cartões postais do concurso de 2020 por questões de restrição de viagens, os cartões postais agora envolverão os artistas sendo apresentados por meio de filmagens feitas em seus países de origem, na estrutura de uma chamada 'casa minúscula' instalada em vários locais dos Países Baixos. | [ 53 ]        |
| 2022   | Os cartões postais mostravam Leo, o Drone, uma personagem, a voar em vários locais da Itália. Semelhante aos cartões postais de 2021, os artistas são filmados em seus respetivos países, com suas aparências projetadas em estruturas naturais ou artificiais. | [ 54 ] [ 55 ] |
| 2023   | Inspirados no tema United by Music, os cartões postais começaram com uma cena numa locação na Ucrânia, seguida de uma locação semelhante no Reino Unido. Em seguida, deslocam-se para um local no país de origem do artista, participando numa atividade à sua escolha. A gravação dos mesmos ocorreu entre janeiro de abril de 2023. | [ 56 ] [ 57 ] |
| 2024   | Os cartões começavam com uma linha no mapa que começava na Suécia até ao país que ia atuar, de seguida eram reproduzidas 2 musicas desse país na Eurovisão, após as musicas eram transmitidos clipes do dia dos artistas. | [ 58 ]        |